# Favartia glypta
Favartia (Favartia) glypta là một loài ốc biển, là động vật thân mềm chân bụng sống ở biển thuộc họ Muricidae, họ ốc gai.

## Miêu tả
Kích thước vỏ ốc trong khoảng 12 mm tới 29 mm

## Phân bố
Loài này phân bố ở Vịnh Mexico dọc theo Florida và thuộc Đại Tây Dương dọc theo Brasil.